# 2. ŽNL Požeško-slavonska 2002./03.

## Konačna tablica
| Poredak | Klub                             | Utakmica | Pobjeda | Neodlučeno | Poraza | Postigli golova | Primili golova | Gol-razlika | Bodova | 2003./04.                               |
| ------- | -------------------------------- | -------- | ------- | ---------- | ------ | --------------- | -------------- | ----------- | ------ | --------------------------------------- |
| 1.      | NK Graničar Zagrađe              | 25       | 18      | 4          | 3      | 83              | 34             | +49         | 58     | (1 1 0 1:0 4), 1. ŽNL Požeško-slavonska |
| 2.      | NK Požega                        | 25       | 18      | 4          | 3      | 77              | 21             | +56         | 58     | (0 1 1 0:1 1)                           |
| 3.      | NK Dobrovac                      | 25       | 14      | 1          | 10     | 62              | 42             | +20         | 43     |                                         |
| 4.      | NK Mladost Pavlovci              | 25       | 13      | 3          | 9      | 52              | 43             | +9          | 42     |                                         |
| 5.      | NK Omladinac Čaglin              | 25       | 13      | 2          | 10     | 45              | 38             | +17         | 41     |                                         |
| 6.      | NK Ovčare                        | 25       | 12      | 3          | 10     | 47              | 41             | +6          | 39     |                                         |
| 7.      | NK Parasan Golobrdci             | 25       | 10      | 5          | 10     | 52              | 41             | +11         | 35     |                                         |
| 8.      | NK Dinamo Badljevina             | 25       | 11      | 2          | 12     | 48              | 53             | -5          | 35     |                                         |
| 9.      | NK Lipa Nova Lipa                | 25       | 9       | 4          | 12     | 40              | 45             | -5          | 31     |                                         |
| 10.     | NK BSK Biškupci                  | 25       | 9       | 2          | 14     | 37              | 56             | -19         | 29     |                                         |
| 11.     | NK Hrvatski dragovoljac Drenovac | 25       | 7       | 6          | 12     | 29              | 50             | -21         | 27     |                                         |
| 12.     | NK Soga Trenkovo                 | 25       | 7       | 3          | 15     | 31              | 71             | -40         | 24     | odustali                                |
| 13.     | NK Bektež                        | 25       | 4       | 2          | 19     | 33              | 81             | -48         | 14     |                                         |
| 14.     | NK Jovača Marino Selo            | 13       | 3       | 1          | 9      | 15              | 35             | -20         | 10     | odustali                                |

NAPOMENA:
NK Jovača Marino Selo je odustao od natjecanja nakon 19.kola. Njihove utakmice od 14.do 19.kola su poništene.
13.kolo: Utakmica NK Omladinac – NK Sloga je prekinuta u 11.minuti pri rezultatu 3:0 koji je prihvaćen i kao konačan.

13.kolo: Utakmica NK Dinamo Badljevina – NK BSK Biškupci je također prijavljena 5:3

## Rezultati
Round 1					Round 14
Slav. Požega – Ovcare		8:0	Ovcare – Slav. Požega		1:0
Lipa – HDD			2:2	HDD – Lipa			2:1
Granicar – Dobrovac		6:3	Dobrovac – Granicar		1:2
BSK – Mladost			3:0	Mladost – BSK			0:1
Sloga – Dinamo			2:1	Dinamo – Sloga			1:1
Parasan – Omladinac		0:1	Omladinac – Parasan		1:0
Bektež – Jovaca			5:1	Jovaca – Bektež			1:1
Round 2					Round 15
Ovcare – Jovaca			1:1	Jovaca – Ovcare			0:5
Omladinac – Bektež		3:1	Bektež – Omladinac		1:4
Dinamo – Parasan		1:3	Parasan – Dinamo		2:0
Dobrovac – BSK			6:1	BSK – Dobrovac			1:2
HDD – Granicar			1:3	Granicar – HDD			4:0
Slav. Požega – Lipa		1:1	Lipa – Slav. Požega		1:3
Mladost – Sloga			5:1	Sloga – Mladost			4:5
Round 3					Round 16
Granicar – Slav. Požega 	0:0	Slav. Požega – Granicar 	0:1
Lipa – Ovcare			3:0	Ovcare – Lipa			4:0
BSK – HDD			2:1	HDD – BSK			0:2
Sloga – Dobrovac		2:1	Dobrovac – Sloga		1:0
Parasan – Mladost		2:2	Mladost – Parasan		1:0
Bektež – Dinamo			0:4	Dinamo – Bektež			2:0
Jovaca – Omladinac		1:2	Omladinac – Jovaca		3:0
Round 4					Round 17
Ovcare – Omladinac		2:0	Omladinac – Ovcare		1:2
Dinamo – Jovaca			3:1	Jovaca – Dinamo			1:1
Mladost – Bektež		2:0	Bektež – Mladost		2:3
Dobrovac – Parasan		4:0	Parasan – Dobrovac		3:1
Slav. Požega – BSK		3:1	BSK – Slav. Požega		2:3
Lipa – Granicar			3:0	Granicar – Lipa			8:0
HDD – Sloga			2:1	Sloga – HDD			1:2
Round 5					Round 18
Sloga – Slav. Požega		1:0	Slav. Požega – Sloga		5:0
BSK – Lipa			3:2	Lipa – BSK			4:2
Granicar – Ovcare		4:2	Ovcare – Granicar		0:2
Parasan – HDD			1:1	HDD – Parasan			3:2
Bektež – Dobrovac		0:6	Dobrovac – Bektež		2:1
Jovaca – Mladost		0:2	Mladost – Jovaca		4:1
Omladinac – Dinamo		4:1	Dinamo – Omladinac		2:1
Round 6					Round 19
Slav. Požega – Parasan		1:0	Parasan – Slav. Požega		1:1
Lipa – Sloga			4:0	Sloga – Lipa			1:2
Granicar – BSK			1:1	BSK – Granicar			1:3
HDD – Bektež			2:1	Bektež – HDD			1:0
Dobrovac – Jovaca		4:0	Jovaca – Dobrovac		0:3
Mladost – Omladinac		2:2	Omladinac – Mladost		0:1
Ovcare – Dinamo			2:0	Dinamo – Ovcare			2:1
Round 7					Round 20
Bektež – Slav. Požega		0:3	Slav. Požega – Bektež		8:0
Parasan – Lipa			1:1	Lipa – Parasan			1:1
Sloga – Granicar		0:0	Granicar – Sloga		7:0
BSK – Ovcare			0:1	Ovcare – BSK			1:1
Jovaca – HDD			2:3	HDD – Jovaca			not played
Omladinac – Dobrovac		4:2	Dobrovac – Omladinac		6:0
Dinamo – Mladost		3:2	Mladost – Dinamo		3:1
Round 8					Round 21
Slav. Požega – Jovaca		7:0	Jovaca – Slav. Požega		not played
Lipa – Bektež			2:0	Bektež – Lipa			2:1
Granicar – Parasan		0:3	Parasan – Granicar		1:3
BSK – Sloga			2:1	Sloga – BSK			0:4
HDD – Omladinac			0:3	Omladinac – HDD			1:1
Dobrovac – Dinamo		1:0	Dinamo – Dobrovac		1:4
Ovcare – Mladost		3:1	Mladost – Ovcare		2:1
Round 9					Round 22
Omladinac – Slav. Požega	1:2	Slav. Požega – Omladinac	4:2
Jovaca – Lipa			1:0	Lipa – Jovaca			not played
Bektež – Granicar		2:4	Granicar – Bektež		9:2
Parasan – BSK			7:2	BSK – Parasan			2:0
Sloga – Ovcare			3:2	Ovcare – Sloga			8:1
Dinamo – HDD			1:1	HDD – Dinamo			1:4
Mladost – Dobrovac		1:2	Dobrovac – Mladost		4:0
Round 10				Round 23
Slav. Požega – Dinamo		5:0	Dinamo – Slav. Požega		0:5
Lipa – Omladinac		2:1	Omladinac – Lipa		2:0
Granicar – Jovaca		5:1	Jovaca – Granicar		not played
BSK – Bektež			0:2	Bektež – BSK			2:4
Sloga – Parasan			2:1	Parasan – Sloga			3:4
HDD – Mladost			1:2	Mladost – HDD			4:0
Ovcare – Dobrovac		4:2	Dobrovac – Ovcare		1:2
Round 11				Round 24
Mladost – Slav. Požega		1:2	Slav. Požega – Mladost		5:4
Dinamo – Lipa			3:1	Lipa – Dinamo			1:2
Omladinac – Granicar		2:4	Granicar – Omladinac		1:0
Jovaca – BSK			1:0	BSK – Jovaca			not played
Bektež – Sloga			2:2	Sloga – Bektež			2:1
Parasan – Ovcare		2:1	Ovcare – Parasan		2:3
Dobrovac – HDD			2:1	HDD – Dobrovac			1:1
Round 12				Round 25
Slav. Požega – Dobrovac 	3:0	Dobrovac – Slav. Požega 	2:3
Lipa – Mladost			1:0	Mladost – Lipa			2:1
Granicar – Dinamo		4:3	Dinamo – Granicar		1:8
BSK – Omladinac			0:1	Omladinac – BSK			3:2
Sloga – Jovaca			1:6	Jovaca – Sloga			not played
Parasan – Bektež		7:2	Bektež – Parasan		4:7
Ovcare – HDD			4:1	HDD – Ovcare			1:0
Round 13				Round 26
HDD – Slav. Požega		1:1	Slav. Požega – HDD		4:1
Dobrovac – Lipa			2:1	Lipa – Dobrovac			5:2
Mladost – Granicar		2:2	Granicar – Mladost		2:5
Dinamo – BSK			5:0	BSK – Dinamo			0:7
Omladinac – Sloga		3:0	Sloga – Omladinac		1:3
Jovaca – Parasan		0:2	Parasan – Jovaca		not played
Bektež – Ovcare			2:3	Ovcare – Bektež			0:0